# Menetia surda
Espèce
Menetia surda est une espèce de sauriens de la famille des Scincidae.

## Répartition
Cette espèce est endémique d'Australie-Occidentale en Australie.

## Liste des sous-espèces
Selon The Reptile Database (28 janvier 2014) :
- Menetia surda cresswelli Aplin & Adams, 1998
- Menetia surda surda Storr, 1976

## Publications originales
- Aplin & Adams, 1998 : Morphological and genetic discrimination of new species and subspecies of gekkonid and scincid lizards (Squamata: Lacertilia) from the Carnarvon Basin of Western Australia. Journal of the Royal Society of Western Australia, vol. 81, p. 201-223.
- Storr, 1976 : The genus Menetia (Lacertilia: Scincidae) in Western Australia. Records of the Western Australian Museum, vol. 4, p. 189-200 (texte intégral).